# Alberto III di Tirolo

Stemma della Contea del Tirolo

Alberto III di Tirolo (1180 – 22 luglio 1253) fu l'ultimo conte di Tirolo (della casata omonima) e avvocato delle diocesi di Bressanone e Trento.

## Biografia

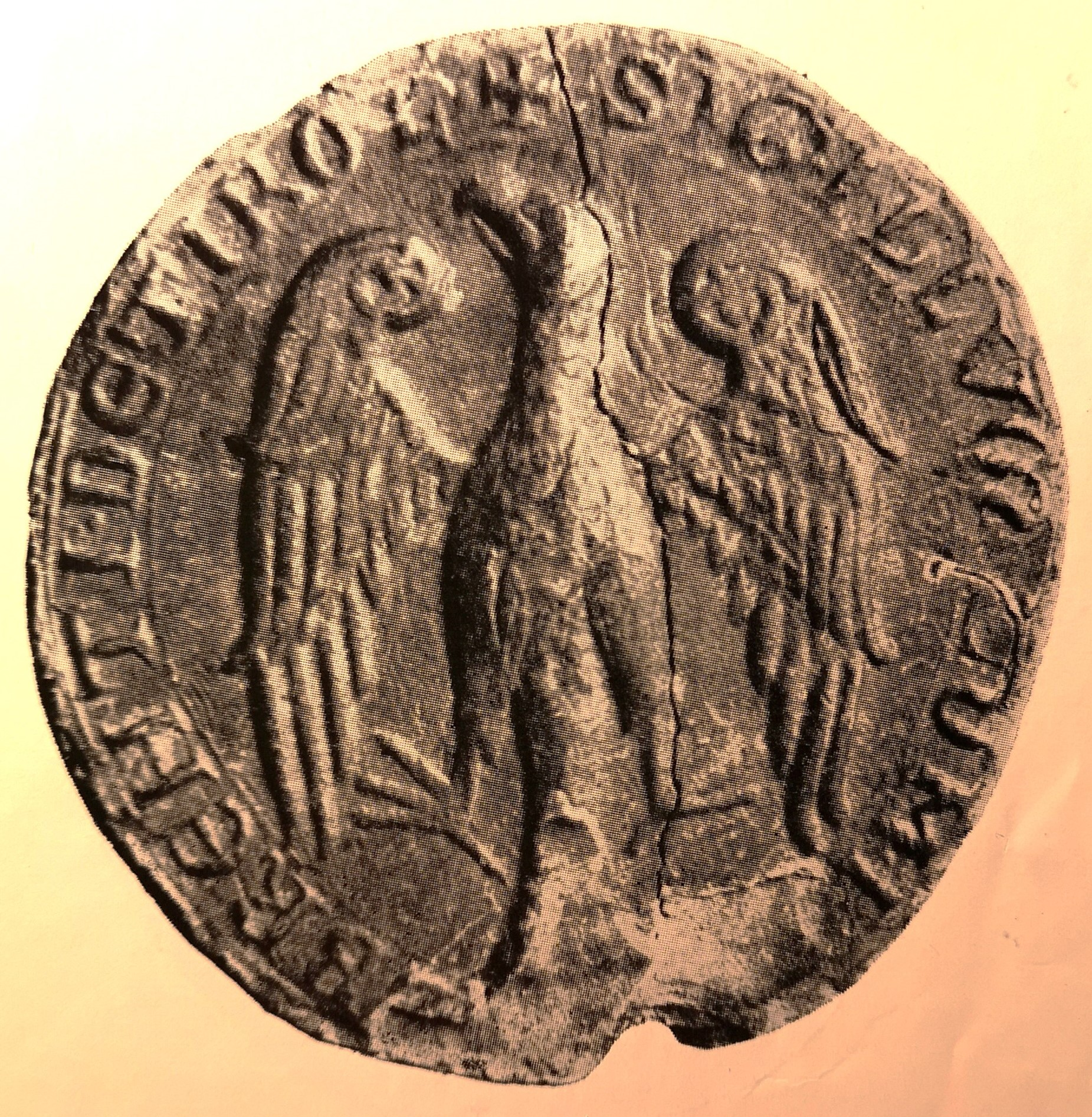
Secondo sigillo di Alberto III recante l'aquila tirolese, utilizzato negli anni 1211–1217

Nato da Enrico I di Tirolo ed Agnese, figlia del conte Adalbero I di Wangen. Ancora bambino, nel 1190 il suo padre Enrico morì; divenne conte appena nel 1202.
Nel 1210, Alberto III donò alla Chiesa di Bressanone il castello di Summersberg, presso Gudon, con i beni annessi; Corrado di Rodank, gli conferì quindi l'avvocazia del vescovado di Bressanone e l'amministrazione della Valle Isarco, tenuta in precedenza da Enrico di Andechs (i conti di Andechs-Merania ne erano venuti in possesso nel 1165) e ad esso tolta nel 1209 in seguito all'appoggio di quest'ultimo nell'omicidio di Filippo di Svevia del 1208.
Alberto prese parte, nel 1218/19, alla quinta crociata.
Su suggerimento dell'imperatore Federico II il vescovo di Bressanone Enrico IV di Tures, in occasione della dieta imperiale di Ravenna del 1232, concesse in feudo al duca Ottone I di Andechs-Merania le contee della Val Pusteria e dell'Inn, mentre l'amministrazione di gran parte della contea in Val d'Isarco e l'avvocazia sul vescovado di Bressanone poterono invece essere mantenute dal conte Alberto III di Tirolo.
Alberto non ebbe figli maschi, così stabilì che le sue figlie avevano il diritto di ereditare le sue proprietà. La sua prima figlia, Elisabetta sposò Ottone II di Andechs-Merania, mentre la seconda Adelaide sposò Mainardo III di Gorizia.
Nel 1240 la nomina a vescovo di Bressanone di Egnone di Appiano fece indignare Alberto III che grazie all'appoggio di alcuni vassalli del vescovato, già nell'autunno di quell'anno fu coinvolto in un conflitto che devastò la Val d'Isarco e la Val Pusteria, proseguendo anche nel rigido inverno.
Il 20 marzo 1241 si addivenne a Bressanone ad un trattato di pace. Egnone, soccombente, dovette cedere al conte Alberto e a suo genero, duca Ottone di Andechs-Merania, tutti i feudi vescovili, i quali alla morte di uno avrebbero dovuto trasferirsi all'altro per via ereditaria.
Il 30 aprile 1241 Egnone si riconciliò col conte Mainardo III di Gorizia, genero di Alberto III, che gli restituì il castello di Veldes (l'attuale Bled) e annessi possedimenti.
Nel 1248 Alberto riuscì ad ottenere che l'arcivescovo Egnone di Appiano lo investisse anche della contea di Appiano-Ultimo, dopo che ultimo discendente in linea maschile di tale contea era morto.
Nel 1252 diede appoggio al genero Mainardo III di Gorizia che cercò di prendere la Carinzia, fallendo e perdendo la battaglia di Greifenburg contro Filippo di Carinzia.
Fatti entrambi prigionieri, la successiva pace prevedeva, oltre al pagamento di pesanti crediti e alla cessione di alcune città, la consegna dei figli di Mainardo (Mainardo e Alberto) come ostaggi: appena dopo queste condizioni vennero rilasciati.

## Famiglia e figli
Alberto ebbe:
- Elisabetta, che sposò Ottone II di Andechs-Merania
- Adelaide, che sposò Mainardo III di Gorizia